# Karang Asem (Wonorejo)
Karang Asem is een bestuurslaag in het regentschap Pasuruan van de provincie Oost-Java, Indonesië. Karang Asem telt 3315 inwoners (volkstelling 2010).